# Autorités conjointes de l'aviation
Pour les articles homonymes, voir JAA.
Les Joint Aviation Authorities (JAA) ou Autorités conjointes de l'aviation sont un organisme associé de la Commission européenne de l'aviation civile (CEAC) représentant l'autorité de réglementation de l'aviation civile d'un certain nombre d'états européens qui ont accepté de coopérer à l'élaboration et la mise en œuvre des normes communes de sécurité et des procédures réglementaires aéronautiques appelées Joint Aviation Requirements. Ce n'était pas un organisme de réglementation, la régulation étant réalisée par les états membres.
À la suite de la création de l’Agence européenne de la sécurité aérienne (AESA) en 2002, avec un large pouvoir de réglementation en Europe, celle-ci a absorbé la plupart des fonctions des JAA (dans les pays membres de l’AESA).
La différence majeure entre l’AESA et les JAA est que l’AESA dispose d’une autorité juridique et réglementaire au sein de l'Union européenne. Ses règlements sont adoptés par la Commission européenne, le Conseil de l'Union européenne et le Parlement européen, alors que les recommandations des JAA n’avaient pas de force de loi.
En 2009, les JAA sont devenues Joint Aviation Authorities Training Organisation (Organisme de formation des JAA).